# گتو چنتستوخووا
گتو چنتستوخووا (به لهستانی: Częstochowa) گتویی بر پا شده توسط آلمان نازی در لهستان اشغالی بود که برای آزار و اذیت و بهره‌کشی از یهودیان لهستانی در شهر چنتستوخووا ایجاد شده بود. تعداد تقریبی افراد زندانی در گتو در آغاز حدود ۴۰٬۰۰۰ تن بود و در اواخر سال ۱۹۴۲ و در اوج خود، یعنی درست پیش از اخراج دست‌جمعی، به ۴۸٬۰۰۰ تن رسید. بیشتر زندانیان گتو توسط قطارهای هولوکاست به اردوگاه مرگ تربلینکا منتقل شدند. در ژوئن ۱۹۴۳، ساکنان باقی مانده گتو خیزشی را آغاز کردند که پس از چند روز نبرد توسط نیروهای اس‌اس خاموش شد.

## تاریخچه
دستور رسمی ایجاد گتو در چنتستوخووا در ۹ آوریل ۱۹۴۱ توسط گروپنفورر ریشارد وندلر صادر شد. علاوه بر یهودیان چنتستوخووا، تعداد بیشتری از یهودیان توسط راه‌آهن از شهرهای اطراف و روستاهای بخش دولت عمومی در جنوب غربی اشغال شده جمهوری لهستان، از جمله از بوخاتوف، یانوو و پژروو، به علاوه اخراج شدگان از سرزمین‌های لهستان در آغاز جنگ، بیشتر از پوتسک و ووچ، به گتو پیوستند. زندانیان گتو ناچار شدند به عنوان برده در صنعت تسلیحات کار کنند، و اکثریتشان در کارخانه لهستانی گسترش‌یافتهٔ متالورژیا (Metalurgia) واقع در خیابان کروتکا (که توسط شرکت آلمانی HASAG تصرف شده بود و به «Hassag-Eisenhütte AG» تغییر نام داده شد) و نیز در سایر کارخانه‌ها یا کارگاه‌های محلی به کار گرفته می‌شدند.
نازی‌ها در ۲۲ سپتامبر ۱۹۴۲ در جریان عملیات راینهارد (روز پس از یوم کیپور) آغاز به برچیدن گتو کردند. موج نخست اخراج‌ها در شب ۷ اکتبر به پایان رسید. این اقدام توسط یگان‌های آلمانی همراه با نیروهای کمکی اوکراینی و لتونیایی ایشان (معروف به هیوی‌ها)، و نیز مردان تراونیکی، تحت فرماندهی فرمانده پلیس پل دگنهارت انجام شد. در هر روز، یهودیان برای «اسکان مجدد» در میدان داشینسکی جمع می‌شدند و سپس توسط قطارهای باری هولوکاست - مردان، زنان و کودکان - به اردوگاه مرگ تربلینکا منتقل می‌شدند: در کل تقریباً ۴۰٬۰۰۰ قربانی.
درستکاران در میان ملل که به یهودیان گتو کمک کردند شامل چندین خانواده لهستانی می‌شدند. یان بروست در نیمه اول سال ۱۹۴۴ به دلیل رساندن غذا به زندانیان یهودی تأسیسات کارگری تیرباران شد. اعضای دیگر خانواده بروست در چنتستوخووا نیز در کمک و پناه دادن به یهودیان دست داشتند و پس از جنگ نشان «درستکار در میان ملل» را از ید وشم دریافت کردند.

## خیزش

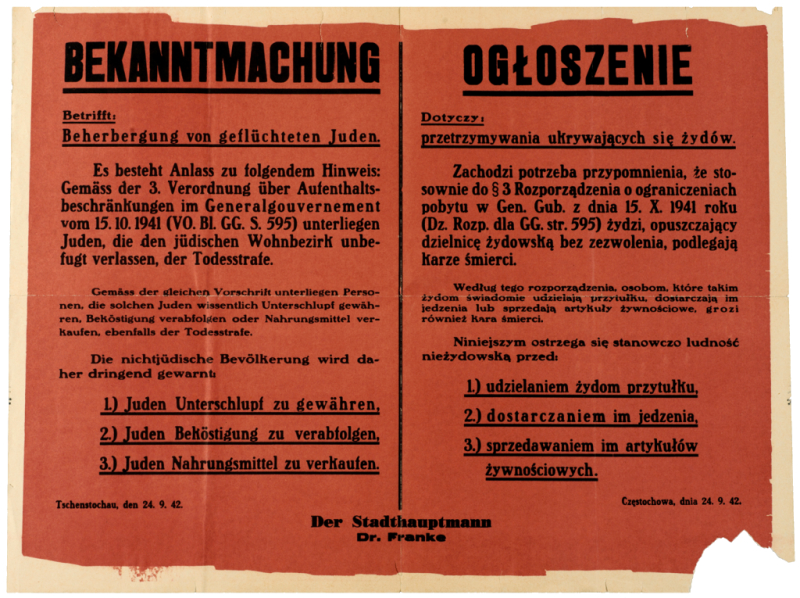
پوستر هشداردهنده‌ای دربارهٔ اینکه هر گونه کمک به یهودیان گتو مجازات اعدام در پی دارد؛ امضاشده توسط ابرهارت فرانکه، ۱۹۴۲

کسانی که از موج اصلی برچیدن گتو جان سالم به در برده بودند (حدود ۵۰۰۰ تا ۶۰۰۰ کارگر به بردگی گرفته شده و خانواده‌های آنها) در گتویی به اصطلاح «گتوی کوچک» برای کارخانه مهمات سازی هوگو اشنایدر (Hugo Schneider) قرار گرفتند. در آن گتو ۸۵۰ یهودی اعدام شدند. در مدت کوتاهی، سازمانی یهودی پنهانی و مبارز توسط مردخای زیلبربرگ، سومک آبراموویچ و هنیک پساک و دیگران تشکیل شد. این سازمان از ۳۰۰ عضو تشکیل شده بود.
هنگامی که آلمانی‌ها برای برچیدن گتوی کوچک در ۲۶ ژوئن ۱۹۴۳ وارد عمل شدند، خیزش گتوی چنتستوخووا فوران کرد. زیلبربرگ پس از آنکه آلمانی‌ها به پناهگاه وی حمله کردند خودکشی کرد. ۱۵۰۰ یهودی در جریان نبرد کشته شدند. در ۳۰ ژوئن، خیزش با ۵۰۰ یهودی دیگر که زنده زنده سوزانده شده یا در زیر آوار دفن شدند، سرکوب شد. ۳۹۰۰ یهودی نیز دستگیر و به اردوگاه‌های کار آپاراتاتباو، وارته‌ورک و آیزنهوت منتقل شدند. ۴۰۰ نفر پس از گزینش تیرباران شدند. در دسامبر همان سال، ۱۲۰۰ زندانی به آلمان منتقل شدند. مردان به بوخن‌والد، و زنان به داخائو فرستاده شدند (همه آن‌ها کشته شدند). با این حال، کارگاه‌های ریخته‌گری، که نیاز فراوانی بهشان وجود داشت، در نیمه دوم سال ۱۹۴۴ با حدود ۱۰ هزار کارگر جدید اعزام شده از ووچ، کیلتسه، رادومسک و سکارژسکو-کامیننا دوباره از کار گرفته شدند. در ۱۵ و ۱۶ ژانویه ۱۹۴۵، پیش از پیشروی شوروی، حدود ۳۰۰۰ زندانی به رایش سوم فرستاده و همگی کشته شدند. ۵۲۰۰ یهودی باقیمانده که در اردوگاه‌های کارگری اطراف چنتستوخووا کار می‌کردند توسط ارتش سرخ آزاد شدند.